# Zlatko Muhović
Zlatko Muhović (* 8. November 1990 in Kragujevac, Jugoslawien) ist ein bosnischer Fußballtrainer mit B-Lizenz und ehemaliger Profifußballer.

## Karriere

### Spielerlaufbahn
Muhovićs Eltern flüchteten im Jahre 1992 wegen des Bosnienkrieges nach Köln, wo Zlatko Muhovic sich in der F-Jugend dem 1. FC Köln anschloss. Später wechselte er zum Bonner SC, bevor er zwischen 2007 und 2009 für den VfL Leverkusen und Alemannia Aachen in der A-Junioren-Bundesliga spielte. Bereits ab 2008 spielte Muhovic für die zweite Herrenmannschaft von Alemannia Aachen in der NRW-Liga. In 40 NRW-Ligaspielen erzielte er acht Tore. Im Sommer 2010 wechselte er in die zweite Mannschaft des FC Schalke 04 in der Hoffnung, einen Platz im Kader der ersten Mannschaft zu erreichen. Dies gelang Muhović nicht, so dass er nach zwei Jahren zum Regionalligisten SC Wiedenbrück 2000 wechselte. Dort erzielte er in der Saison 2012/13 in 34 Spielen acht Tore und 12 Vorlagen. Nach der Saison wechselte er zum Drittligisten Preußen Münster.
Sein Profidebüt gab Muhović am 27. Juli 2013, als er beim Auswärtsspiel gegen RB Leipzig (2:2) in der 90. Minute für Matthew Taylor eingewechselt wurde. Es kam allerdings nur ein weiterer Einsatz für Preußen Münster hinzu. Im Januar 2014 wechselte Muhović zum Ligarivalen SSV Jahn Regensburg, dort absolvierte er 26 Spiele in der dritten Liga. Danach schloss er sich dem Berliner Regionalligisten BFC Dynamo an. Nach zwei Jahren in der Hauptstadt kehrte Muhović nach Ostwestfalen zurück und wechselte 2017 zum SC Verl, bevor er ein Jahr später zum SC Wiedenbrück zurückkehrte. Dort wurde sein Vertrag im Januar 2019 aufgelöst, da der Verein ohne ihn plane. Muhović ging daraufhin für die Rückrunde der Saison 2018/19 zum Ligarivalen 1. FC Kaan-Marienborn aus Siegen, der nach der Saison als Viertletzter der Abschlusstabelle in die Oberliga Westfalen absteigen musste.

### Trainerlaufbahn
Zur Saison 2019/20 begann Muhović seine Trainerlaufbahn als neuer Co-Trainer des Regionalligisten SC Fortuna Köln. Dort arbeitete er wieder unter Trainer Thomas Stratos, den er aus der gemeinsamen Drittligasaison 2013/2014 beim SSV Jahn Regensburg kennt: Muhović war damals noch Spieler, Stratos schon Trainer. Die Tätigkeit bei der Kölner Fortuna endete nach der Saison 2022/2023.